# Oxira stigmatias
Oxira stigmatias är en fjärilsart som beskrevs av W. Warren 1912. Oxira stigmatias ingår i släktet Oxira och familjen nattflyn. Inga underarter finns listade i Catalogue of Life.